# Ākitio River
Der Ākitio River ist ein Fluss im Südosten der Nordinsel Neuseelands.

## Geographie
Der Ākitio River entspringt wenige Kilometer westlich des 581 m hohen Te Awaputahi. Von dort fließt er in westnordwestlicher Richtung bis in die Nähe der Ansiedlung Waipatiki und nimmt das Wasser des Red River auf. Er wendet sich in vornehmlich südlicher Richtung an der Ortschaft Weber vorbei bis nach Waione, von dort in südöstlicher Fließrichtung bis zur Mündung in den Pazifik, wo eine kleine Gemeinde mit dem Namen Ākitio liegt.

## Infrastruktur
Weite Teile des Flusstals sind mit Straßen ausgebaut. Von Waipatiki bis Weber verläuft die Weber Road, im Anschluss bis Waione die Route. Von Waione bis zur Küste nahe der Mündung verläuft die River Road.